# 高周波活性オーロラ調査プログラム

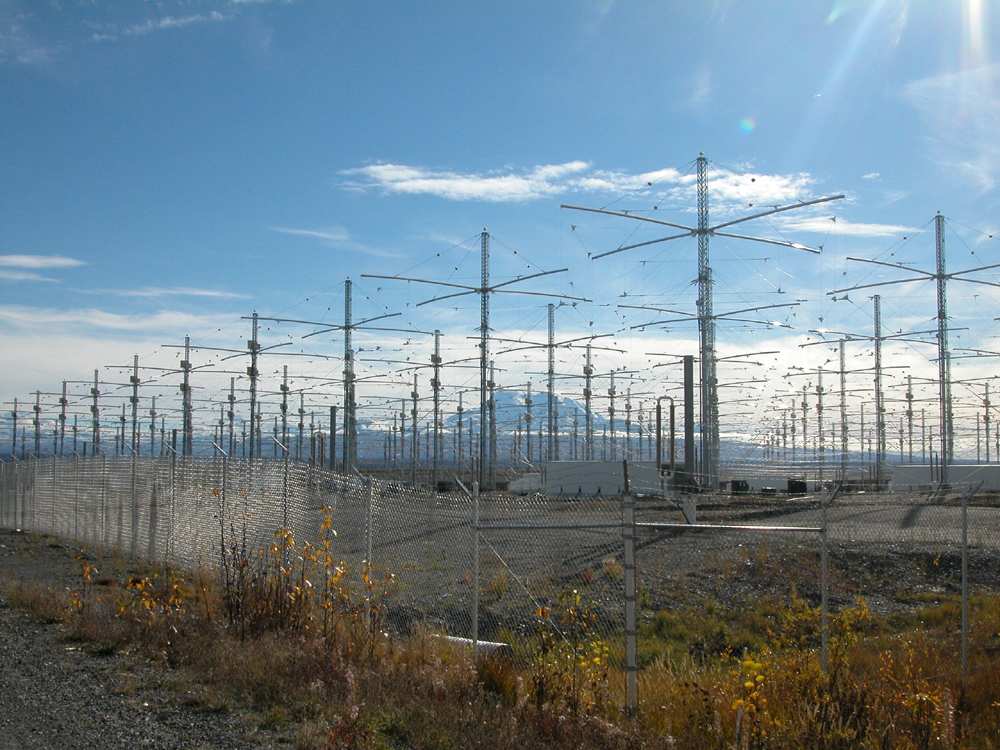
HAARPのアンテナアレイ。アラスカ州ガコナ。

高周波活性オーロラ調査プログラム（こうしゅうはかっせいオーロラちょうさプログラム、英: High Frequency Active Auroral Research Program、略称：HAARP、ハープ）とは、アメリカ合衆国で行われている高層大気と太陽地球系物理学、電波科学に関する共同研究プロジェクトである。

## 概要
アメリカ空軍、アメリカ海軍、国防高等研究計画局 (DARPA)、アラスカ大学などの共同研究であり、HAARPによれば、研究の目的は地球の電離層と地球近傍の宇宙環境で発生する自然現象を探求し、理解することにある。「電離層ヒーター」ともいわれている送信施設は、アラスカ州・ランゲル・セントイライアス国立公園の西にあるOTHレーダーの跡地に建設され、1980年代の終わりから建設が始まり、2005年の終わり頃に完成したとされる。HAARP研究施設の建設には、2億9000万ドルもの投資が成された。
プロジェクトにはアラスカ大学をはじめとして、スタンフォード大学、ペンシルベニア州立大学 (ARL)、ボストン大学、カリフォルニア大学ロサンゼルス校 (UCLA) など14以上のアメリカ国内の大学が関わっており、日本の東京大学も誘導磁力計 (induction magnetometer) を提供している。
2014年5月、アメリカ空軍は老朽化したアラスカのHAARP研究施設を閉鎖（廃止）することを発表した。
2015年アラスカ大学が施設を受け継ぎ、民間の研究機関として活動が続けられる。

## 議論
欧州議会の外務委員会は高周波が環境に与える影響を懸念し、議論のために1998年に北大西洋条約機構 (NATO) 関係者を招いたが、NATOはこの件に関して議論できるポリシーを持たないとして拒否されている。また無線通信の撹乱を目的とした軍事研究であるとの批判もあるが、HAARPによれば、このプロジェクトは、すべての活動が記録され、一般に公開されており、外国人科学者であってもセキュリティクリアランスなしに、日常的に施設での活動を許可されており、また、HAARPを用いて得られた科学的な結果は、日常的にGeophysical Research Letters、Journal of Geophysical Researchなどの主要な学術研究誌に発表されている。HAARPはプロジェクトに国防総省が参加している目的は、電離層を通過する膨大な数の無線通信、観測システムや、地下の物体を探知したり、地下または海中の大深度における通信に応用しうる技術革新にあり、将来の国防総省のシステムの開発における問題を解決し、商用の通信システムの利用効率を高めることができると説明している。

## 陰謀論
高周波活性オーロラ調査プログラムには「気象兵器・地震兵器として利用されているのではないか？」という陰謀論がある。しかしながら、HAARPが天候を操作したり、地震を引き起こしたりする証拠はなく、そのような能力もない。

## 参考資料
- “Evidence for Precipitation of Energetic Particles by Ionospheric «Heating» Transmissions”.  National Geophysical Data Center (2004年12月7日). 2009年9月27日閲覧。
- J. E. Smith (2006年5月6日). “HAARP Completed!”. Indybay 2009年9月27日閲覧。
- U. S. Inan and T. F. Bell. “Polar Aeronomy and Radio Science (PARS):ULF/ELF/VLF Project”.  STAR Laboratory, Stanford University. 2009年9月27日閲覧。
- U. S. Inan, M. Golkowski, D. L. Carpenter, N. Reddell, R. C. Moore, T. F. Bell, E. Paschal, P. Kossey, E. Kennedy, and S. Z. Meth (2004). “Multi-hop whisler-mode ELF/VLF signals and triggered emissions excited by the HAARP HF heater”. Geophysical Research Letters 31:  L24805. doi:10.1029/2004GL021647.
- H. L. Rowland (1999年4月28日). “Simulations of ELF radiation generated by heating the high-latitude D- region”.  Naval Research Laboratory, Plasma Physics Division, Beam Physics Branch. 2009年9月27日閲覧。

### 特許
- C. W. Hansell (1945)."Communication system by pulses through the Earth", アメリカ合衆国特許第 2,389,432号.
- R. L. Tanner (1965). "Extremely low-frequency antenna", アメリカ合衆国特許第 3,215,937号.
- G. F. Leydorf (1966). "Antenna near field coupling system", アメリカ合衆国特許第 3,278,937号.
- B. J. Eastlund (1987). "Method and apparatus for altering a region in the Earth's atmosphere, ionosphere, and/or magnetosphere", アメリカ合衆国特許第 4,686,605号.
- B. J. Eastlund (1991). "Method for producing a shell of relativistic particles at an altitude above the earths surface", アメリカ合衆国特許第 5,038,664号.